# Zielona (gmina w województwie śląskim)
Zielona – dawna jednostkowa gmina wiejska w  woj. śląskim, także figurująca w ustawodawstwie polskim w latach 50. w woj. katowickim. Siedzibą władz gminy była Zielona (1951–1954 i od 1973 dzielnica Kalet).
Jako gmina jednostkowa gmina Pietrzkowice funkcjonowała za II Rzeczypospolitej w latach 1922–1945 w powiecie lublinieckim w woj. śląskim.
1 grudnia 1945 na obszarze woj. śląskiego (z gminami jednostkowymi) utworzono gminy zbiorowe. Zielona, obok Kalet, weszła w skład nowo utworzonej zbiorowej gminy Kalety; nie utworzono natomiast gminy zbiorowej Zielona.
Brak jednoznacznych informacji czy kiedykolwiek po wojnie istniała zbiorowa gmina Zielona. W wykazie gmin z 1946 roku Zielona jest wymieniana nadal jako gromada gminy Kalety. Gmina Zielona figuruje natomiast w rozporządzeniu z 1950 roku, kiedy to miała być zniesiona i włączona do nowo utworzonego miasta Kalety z dniem 1 stycznia 1951. Ponieważ brak jest jakichkolwiek informacji o istnieniu gminy o nazwie Zielona po wojnie (oprócz owego doraźnego rozporządzenia z 1950 roku), a oficjalne wykazy powojenne jej w ogóle nie wymieniają, sugeruje to że wyrażenie „gmina” w rozporządzeniu z 1950 roku mylnie nawiązuje do jednostki przedwojennej, tzn. gminy jednostkowej Zielona (por. też gmina Krzyżkowice, gmina Orzepowice, gmina Paprocany, gmina Pietrzkowice, gmina Pstrążna, gmina Szczygłowice, gmina Wilkowyje, gmina Zamysłów, gmina Stelmachowo, Miasta w województwie białostockim w latach 1944–1950). 